# Dolichopteryx
Dolichopteryx is een geslacht van straalvinnige vissen uit de familie van hemelkijkers (Opisthoproctidae). Het geslacht is voor het eerst wetenschappelijk beschreven in 1902 door Brauer.

## Soorten
- Dolichopteryx anascopa Brauer, 1901
- Dolichopteryx andriashevi Parin, Belyanina & Evseenko, 2009
- Dolichopteryx longipes (Vaillant, 1888)
- Dolichopteryx minuscula Fukui & Kitagawa, 2006
- Dolichopteryx parini Kobyliansky & Fedorov, 2001
- Dolichopteryx pseudolongipes Fukui, Kitagawa & Parin, 2008
- Dolichopteryx rostrata Fukui & Kitagawa, 2006
- Dolichopteryx trunovi Parin, 2005
- Dolichopteryx vityazi Parin, Belyanina & Evseenko, 2009